# Kępa Karolińska
Kępa Karolińska (niem. Karoliner Kämpe) – wieś w Polsce położona w województwie mazowieckim, w powiecie sochaczewskim, w gminie Iłów.
W latach 1975–1998 miejscowość administracyjnie należała do województwa płockiego.